# JKS Jarosław (piłka ręczna)
Handball JKS Jarosław – polski żeński klub piłki ręcznej, powstały w 1909 w Jarosławiu. Od 2019 występuje w Superlidze.

## Bilans sezonów
| Sezon     | Miejsce | M  | W  | R | P  | Pkt. | Bramki  | Źródło |
| --------- | ------- | -- | -- | - | -- | ---- | ------- | ------ |
| 2019/20   | 5.      | 20 | 9  | 0 | 11 | 26   | 563-579 | [ 1 ]  |
| 2020/21   | 7.      | 21 | 5  | 0 | 16 | 17   | 498-578 | [ 1 ]  |
| 2021/2022 | 4       | 28 | 18 | 0 | 10 | 54   | 747-712 | [ 2 ]  |
| 2022/2023 | 5       | 28 | 9  | 0 | 15 | 33   | 743-763 | [ 3 ]  |